# Quercus pentacycla
Quercus pentacycla är en bokväxtart som beskrevs av Yong Tian Chang. Quercus pentacycla ingår i släktet ekar, och familjen bokväxter. Inga underarter finns listade.